# Coop Sicilia
Coop Sicilia è stata una società per azioni controllata al 100% dalla più grande cooperativa di consumatori italiana ed europea Coop Alleanza 3.0 (con cui si fonde per incorporazione il 1º gennaio 2018) con lo scopo di investire nella Grande distribuzione organizzata in Sicilia.

## Storia
Un primo progetto di sviluppo imprenditoriale in Sicilia nel canale Ipercoop risale al 2002 ad opera di Coop Consumatori Nordest, Coop Liguria e Coop Lombardia con l'obiettivo di aprire ipermercati nelle principali località siciliane.
L'anno successivo si aggiunge al progetto anche Coop Adriatica.
Nel 2004 viene costituita la società d'intervento Ipercoop Sicilia S.p.A., nel 2005 si aprono i cantieri del primo ipermercato, a Ragusa, e inizia la selezione del personale.
L'Ipercoop di Ragusa, con una superficie di circa 4.000 m2, nel Centro Commerciale "Ibleo" ha aperto al pubblico il 16 maggio 2007, il secondo Ipercoop, a Milazzo, nel "Parco Corolla", con una superficie di circa 6.000 m2 ha aperto invece il 12 marzo 2008, il terzo, a Gravina di Catania, nel Centro Commerciale "Katanè", con una superficie di circa 8.000 m2, ha aperto al pubblico il 5 maggio 2009, il quarto, a Palermo, nel Centro Commerciale "Forum Palermo", con una superficie di circa 8.000 m2 ha aperto al pubblico il 25 novembre 2009, il quinto, sempre a Palermo, nel Centro Commerciale "La Torre", con una superficie di circa 6.000 m2 ha aperto al pubblico il 23 novembre 2010; il sesto, a San Giovanni la Punta, all'interno del Parco Commerciale "Le Zagare", con una superficie di circa 7.500 m2 ha aperto al pubblico il 14 novembre 2013. Il 21 dicembre dello stesso anno ha aperto un settimo Ipercoop, a Tremestieri Etneo, presso il Centro Commerciale "Le Ginestre", con una superficie di circa 3.200 m2.
Parallelamente la Supercoop Sicilia S.r.l. gestiva i supermercati a marchio Coop dell'Isola, dopo l'acquisizione delle ex "Coop 25 aprile" e "Coop 1º maggio".
Il 1º ottobre 2014 dalla fusione tra Ipercoop Sicilia S.p.A. e Supercoop Sicilia S.r.l è nata Coop Sicilia S.p.A., con sede a San Giovanni la Punta (CT).
In occasione della fusione tra Ipercoop Sicilia S.p.A. e Supercoop Sicilia S.r.l. solo Coop Adriatica e Coop Consumatori Nordest rinnovano il loro impegno nello sviluppo del marchio Coop in Sicilia; Coop Liguria e Coop Lombardia si disimpegnano.
Dal 1º gennaio 2016 le tre grandi cooperative del Distretto Adriatico Coop (Coop Adriatica, Coop Consumatori Nordest e Coop Estense) si sono fuse per formare la più grande cooperativa di consumatori italiana ed europea Coop Alleanza 3.0. Da questa data quindi l'intero azionariato di Coop Sicilia è detenuto da Coop Alleanza 3.0.
Dal 1º gennaio 2018 avviene la fusione per incorporazione di Coop Sicilia (con i conti in rosso, dal 2012 al 2016 ha perso 100 milioni di euro) in Coop Alleanza 3.0, con la conseguente chiusura degli uffici al Parco Commerciale "Le Zagare".

## Rete di vendita
Al momento sono presenti sette ipermercati a marchio Ipercoop a Ragusa, Milazzo (ME), Gravina di Catania (CT), Palermo (2), San Giovanni la Punta (CT) e Tremestieri Etneo (CT), e 5 supermercati (4 a Palermo più un superstore a Bronte) a marchio Coop.